# Palenque de León
El Centro de Espectáculos de la Feria de León, mayormente conocido como Palenque de León, es un centro de espectáculos ubicado en la ciudad de León (México) con una capacidad de 6928 butacas. Este sirve para albergar diversos eventos tales como conciertos, eventos deportivos, etc. Se usa anualmente como sede principal de los conciertos que se llevan a cabo en la Feria Estatal de León.
En este recinto se han presentado eventos de Lucha Libre, Boxeo, MMA, etc. También ha ostentado los conciertos de: Alejandra Guzmán, Alejandro Fernández, Emmanuel y Mijares, Pepe Aguilar, Los Ángeles Azules, CD9, OV7, Banda MS, Julión Álvarez, Gloria Trevi, José María Napoleón, Joan Sebastian, Marco Antonio Solís, Jenni Rivera,Paquita la del barrio, Piso 21, Morat, Paulina Rubio, Lupita D'Alessio, y tuvo el privilegio de tener el último concierto en un Palenque de Vicente Fernández ,pocos artistas lo han llenado y entre ellos se encuentran Vicente Fernández, Paquita la del barrio, marco Antonio Solís y Jenni Rivera.

## Características
El Palenque de León tiene un total de 6928 butacas en su interior en los que se dividen en 6 zonas. La superficie del escenario es un redondel firme natural de 14 m de diámetro. La altura máxima del recinto es de 39 m, y cuenta con 120 lámparas de 64 watts.